# 伯諾瓦·帕爾雷
伯諾瓦·帕爾雷（法語：Benoît Paire，1989年5月8日—）是一位法國職業網球運動員。他曾参加2016年夏季奥林匹克运动会，结果在单打第二轮以1比2不敌意大利选手而出局。

## 外部連結
- 伯諾瓦·帕爾雷（英文/西班牙文）的官方資料
- 伯諾瓦·帕爾雷的國際網球總會 職業／青少年 官方資料（英文）
- 伯諾瓦·帕爾雷的官方資料（英文）